# 莊豐嘉
莊豐嘉，台灣傳媒人，曾任台灣日報總編輯、新頭殼總製作、中央通訊社董事、中央通訊社副總編輯兼國內中心主任。
他於2017年被任命為中華電視公司新聞部經理，2018年3月擔任華視總經理。
在任華視總經理期間，他曾經公開表示希望進行改革，網路做結合的轉型。但其後因為捲入立法院朝野審查總預算案，指控中國國民黨立法院黨團干涉新聞自由，最終在2022年1月請辭。2024年接任新台灣和平基金會執行長。

## 事件
2005年11月6日，中國國民黨中央委員會政策委員會執行長曾永權批評，民主進步黨執政後干涉中央通訊社、中央廣播電臺、公共電視文化事業基金會等公共媒體運作的情況愈來愈嚴重；尤其是中央社高層，經過幾年來的輪替，「現在根本都是來自挺綠媒體《台灣日報》的天下。」時任中央社副總編輯的莊豐嘉回應，當時中央社編制340人中有主管77人，主管中有原中央社員工晉升的主管66人、非中央社體系的主管11人，而非中央社體系的主管「的確有五人是從《台灣日報》離職後來的」，「這比例我不認為高，難道有規定《台灣日報》的就不能來中央社嗎？」不願具名的一名中央社記者向《蘋果日報》表示，「台日幫」（前《台灣日報》員工）大舉進入中央社，一進來就是以主任級薪水晉用，「我們跑得再努力也升不上去。」
2015年，莊豐嘉在臉書宣布從新頭殼離職，發起「返鄉當特派」計畫，號召青年返鄉參與地方公民記者培訓，募資創辦「新公民媒體公司」培育地方公民記者。2016年莊豐嘉擔任公民監督國會聯盟公民資訊頻道小組召集人，2016年9月1日擔任議題社群平台《串樓口》首任社長。
2018年3月8日，華視董事會選出原新聞部經理莊豐嘉接任總經理。
2018年8月8日，華視企業工會抗議華視「人力精實計畫」預計裁員80人，公視企業工會、中央社企業工會、央廣企業工會都出席聲援，高喊「完善公廣政策，反對惡意資遣」。華視工會理事長馬履芸表示，莊豐嘉發信給華視全體員工稱「華視不是安養院」，請問莊豐嘉「養了我們什麼」。莊豐嘉表示，這是轉型新媒體發展，不得不然。
2021年10月10日，莊豐嘉在臉書發文宣稱，中華民國國慶是「為幽靈國慶生」。10月12日，作家張大春在臉書發文諷刺，華視發給莊豐嘉的薪資應該用冥紙來取代中華民國中央銀行發行的新臺幣。10月15日，國立中正大學傳播學系教授兼華視外部公評人羅世宏在臉書發文表示，莊豐嘉的政治表態誠有不當，在台灣最需要團結的時刻引發不必要的社會紛擾。12月13日，中國國民黨立法委員李德維在立法院再次點名莊豐嘉發言不當，莊豐嘉答覆「為公廣集團帶來困擾，感到抱歉」，公視董事長陳郁秀表示「年底會有績效評定，到時會再通過董事會作檢討」。
2022年1月，莊豐嘉要求中國國民黨立法院黨團撤下檢討華視長年虧損的預算提案，否則他將「修理國民黨」。2022年1月19日，中國國民黨立法院黨團總召集人費鴻泰說，「莊豐嘉拿著整個華視當他個人的武器」，黨團絕對無法接受，「全國老百姓也無法接受」。民主進步黨立法院黨團總召集人柯建銘向費鴻泰保證，黨團會讓莊豐嘉「求仁得仁」，絕不護短；莊豐嘉「把媒體當武器恐嚇國會」，這是天大的事情，陳郁秀已經電話告知「明天就會啟動董事會」。
2022年1月21日，在中國國民黨立法院黨團與民主進步黨立法院黨團聯手之下，莊豐嘉在華視臨時董事會主動請辭，董事會一致通過。

## 政治立場同參與
他關注媒體教育，以及台灣假新聞亂象的問題。
在2024年中華民國立法委員選舉，他支持時代力量。